# Fehér szantálfa
A fehér szantálfa vagy (kelet-)indiai szantálfa (Santalum album) ázsiai eredetű, félparazita fa, amely 6–10 m magasra nő, levelei bőrneműek és ép szélűek. Kisméretű virágai fürtökbe tömörülnek. A szantálfafélék közül a mérsékelt égöviek lágy szárúak. A gazdanövény gyökereihez tapadt hausztóriumokkal szívják el a vizet. Délkelet-Ázsiából, Indiából, Ausztráliából és Afrikából származnak. Az Európában élő növényt a Fülöp-szigetekről hozzák be.

## Gyógyhatása
A szantálfát vízhajtó hatása miatt alkalmazza a fitoterápia. A kínai orvostudomány szerint "enyhe, de pikáns ízű" és fájdalomcsillapító hatású. Egyébként szantaloltartalmának köszönhetően hatékony fertőtlenítő hatású a húgyúti fertőzésekben.

## Felhasználása
A szantálfa illóolaját ősidők óta alkalmazták a gonorrhoea és a hólyaghurut gyógyítására. Manapság ez a szerepe háttérbe szorult, mert megjelentek az antibiotikumok, így a növényt a fitoterápiában mint vízhajtót használják, a vízvisszatartás kezelésében és az alsó végtagok ödémájának megszüntetésére. A kínai orvostudományban a gyomorfájdalmak és a migrén csillapítására alkalmazzák. Külsőleg használva a szantálfa különösképp hatékony a fogíny és a fogak éles fájdalmának csillapítására.
A szantálfának semmilyen mérgező hatása nincs, ennek ellenére csak orvosi előírásra ajánlatos használni.